# Operation myt
Operation myt (ryska: Операция Миф) var en topphemlig undersökning av den sovjetiska underrättelsetjänsten, vilken ägde rum knappt ett år efter andra världskrigets slut och beordrades av Josef Stalin. Den fick kodnamnet Operation myt, och var en utredning av Adolf Hitlers försvinnande. De hemligstämplade akterna från Operation myt låg inlåsta i statsarkiv i Moskva under nästan 50 år.

## Bakgrund
Operationen genomfördes eftersom man trodde att Adolf Hitler kunde ha flytt från Berlin och Stalin tvivlade på meddelandet om dennes självmord eftersom rapporterna om Hitlers död lät alltför motsägelsefulla. Då Stalin var missnöjd med de sovjetiska undersökningsresultaten gav han i slutet av 1945 Folkkommissariatet för inrikes ärenden (NKVD) i uppdrag att rekonstruera de sista dagarna i führerbunkern i Berlin och slutgiltigt bevisa att Hitler var död. Förhör hölls med Hitlers personlige adjutant Otto Günsche och hans kammartjänare Heinz Linge samt flera andra som överlevt i bunkern eller flytt och tillfångatagits, bland andra Hitlers pilot Hans Baur. En rättsmedicinsk undersökning ledde till upptäckten av Hitlers kranium.
I december 1949 fick Stalin en slutrapport med titeln "Om Hitler" och lät förvara den i sitt personliga arkiv.

## Före operationen
Tiden innan själva operationen hittade man en dubbelgångare av Hitler som man i media sade var Hitler. Men efter förhör med tyska officerare som kände führern fastställdes det att det inte var führern som var funnen.
Det gick en kortare tid innan underrättelsetjänsten fick reda på att Adolf Hitler och hans fru Eva Braun hade bränts innan de blev begravda. SMERSJ som hittade och grävde upp de båda kropparna fraktade iväg dem i ammunitionslådor för att senare undersöka dessa.
Joseph Goebbels lik kunde identifieras av amiral Foss, som några timmar senare försökte begå självmord.

### Hitlers och Brauns lik
Det som antogs vara Hitler och Brauns kroppar undersöktes den 8 maj 1945 av fem rättsläkare från röda armén. De konstaterade att mannen hade dött av kaliumcyanidförgiftning, det nämndes dock inte några skottsår, bara att en bit av kraniet saknades. Detta stämde inte helt med underrättelsetjänstens uppgifter om att führern både hade tagit gift och skjutit sig. En detalj vid obduktionen var att det manliga liket endast hade en testikel, men detta gjorde ingen nytta då det inte kunde verifieras av någon; inte ens führerns egna läkare fick undersöka honom så ingående. Det kvinnliga liket hade sår efter granatsplitter i bröstet, men inga av de förhörda kunde styrka att Braun blivit sårad.
Obducenterna erkände att kropparna var så svårt tilltygade att de egentligen inte med säkerhet kunde identifieras annat än genom tänderna. Förbandet som hittade dem letade förgäves efter Hitlers tandläkare, men fann endast hans tandtekniker som gjort führerns tandbryggor. Hon beordrades rita av Hitlers tänder ur minnet, och de överensstämde nästan exakt med de påträffade kropparnas. Förbandet övertygades om äktheten och förberedde överlämnandet av kroppen till Stalin.
Samtidigt som de bekräftade att Hitler var död överlämnades det en del troféer från bunkern till Stalin, däribland ett skissblock med enklare teckningar utförda av Hitler.

### Potsdamkonferensen
Oavsett om Stalin trodde att Hitler var död eller ej, så nämnde han inget om detta till de allierade. Vid Potsdamkonferensen i juli sade han istället till president Harry S. Truman, att führerns kropp ännu ej var funnen, utan att man antog han var gömd någonstans i väst. Vissa forskare anser dock att han föredrog att ljuga för att vinna mer tid för en fortsatt analys av kvarlevorna och få ett definitivt besked om de var Hitlers eller tillhörde någon annan.

### Tvivlen
I Moskva tvivlade man fortfarande på sin egen underrättelsetjänst. Det var inte bara obduktionsprotokollet som var bristfälligt, utan det visade sig dessutom att förhören heller inte var särskilt grundliga. Det visade sig att olika av de förhörda sa att Hitler dog den 29 och andra den 30 april. Vissa sade också att man sköt Hitlers förgiftade kropp.
De sovjetiska tvivlen fick ny näring efter upptäckten av en Gestapodocent som utgett sig för att ha varit Hitler. Han företrädde endast en ytlig likhet med Hitler och hade inget officiellt stöd för sina uppgifter, men upptäckten satte likafullt fart på ryktena om att den Hitler man fann utanför bunkern kunde vara en dubbelgångare.
Tveksamheterna i den ursprungliga utredningen hade troligen passerat obemärkt om det inte hade pågått en maktkamp i den ryska underrättelsetjänstens högkvarter i Lubjanka: mot slutet av 1945 var Lavrentij Berija nämligen Stalins vice premiärminister men hans ställning var hotad av chefen för SMERSJ, Viktor Abakumov, vilken hade lett de första undersökningarna om Hitler.
Ryssarna hade kunnat få känna sig lugna om de hade fått undersöka kroppen en gång till, men de kom aldrig till Moskva. Efter obduktionen tog SMERSJ med sig kropparna när de följde med den tredje invasionsarmén västerut. Varje gång de slog läger för natten fick de gräva ner kropparna för att de inte skulle bli sedda. Vid ett tillfälle grävde andra ryska soldater upp kropparna när de var ute på skattjakt. När SMERSJ sedan skulle hämta kropparna låg benknotorna utströdda på marken. De stoppade genast ner dem i lådorna igen och fortsatte sin färd. Kropparna fick till slut en sista viloplats i Magdeburg där SMERSJ hade sitt tyska högkvarter. I 25 år låg kropparna där.

## Operationen

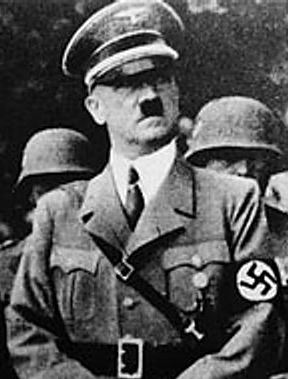
Adolf Hitler.

I februari 1946 gav Berija en order om en ny utredning om Hitlers öde, och Operation myt inleddes.

### Hitler och Brauns lik
Den första ordern var att gräva upp kropparna som låg nergrävda i Magdeburg. Men ingenting hände, ett handskrivet brev från en frustrerad rysk tjänsteman i Berlin vittnar om att de aldrig överlämnades trots att man gjort en framställan till kamrat Abakumov. Istället börjar utredarna ägna sig åt ögonvittnena.

### Vittnen
De överlevande från bunkern som satt i fångläger i Sovjetunionen samlades ihop och fördes till ett fängelse i Moskva. En grupp förhörsledare gick igenom deras vittnesmål om Hitlers död. En växeltelefonist från bunkern förhördes i februari 1946. Han var ett av fyra huvudvittnena i fallet Hitlers död, de andra var Hitlers adjutant, Otto Günsche, hans betjänt Heinz Linge och hans pilot Hans Bauer. Alla fyra hade vistats runt Hitler dagarna före hans död. De fick sitta i celler där temperaturen kunde gå ner till hela 20 minusgrader, de sattes på svältkost och förhördes på nätterna. När de inte förhördes utsattes de för tortyr. Alla fyra försökte upprepade gånger begå eller hotade med att begå självmord. Men Berija ville ha fångarna levande, för deras vittnesmål gav förhörsledarna en bild av de sista dagarna i bunkern som bevisade vad som hade skett med Hitler.

### Hitlers hälsa
Alla vittnen förklarade att Hitler levde i en fantasivärld ända in till sina sista dagar i livet. Otto Günsche förklarade hur Hitler försökte göra motattacker mot det ryska artilleriet och kallade sina generaler för fega förrädare när det visade sig att det inte fanns nog soldater kvar. I slutet av Hitlers liv tog han 92 olika mediciner mot sin ständigt svaga hälsa. Han tros bland annat ha lidit av Parkinson och svåra magsjukdomar. Flera av hans mediciner gjorde mer skada än nytta. Heinz Linge, som kände Hitler ganska väl, förklarade bland annat flera symptom till flera sjukdomar som Hitler hade.

### Braun och bröllopet
Det var endast den innersta kretsen som kände till att Eva Braun var Hitlers älskarinna, däribland dessa fyra vittnen. På kvällen 28 april gifte sig paret Hitler. Vissa antar att han gjorde det för att bevisa Eva Braun hennes trohet till Hitler. Hitler hade klätt upp sig i en militärjacka som bevisade hans storhet; första klassens järnkors och en medalj som bevisade att han stridit väl i första världskriget. Giftermålet var en lugn tillställning.

### Hitlers död
Hitler hade före sitt självmord fått ett brev om att Italiens diktator Benito Mussolini döda kropp hade blivit sparkad och spottad på. Det var något som Hitler inte ville veta av. Han bad därför de som ännu var kvar i bunkern bränna hans kropp. Hitler själv sade dagen innan sitt självmord att de enda två varelser som var trofasta mot honom var hans schäfer Blondi, och frun Eva Braun. Han ville testa kaliumcyanid på sin hund innan han själv skulle begå självmord. Klockan halv fyra på eftermiddagen gick paret Hitler in i vardagsrummet i bunkern. De hade varsin ask med giftampuller. Han hade två pistoler, hon hade en. En 6,35 mm Walther. Ingen såg vad som skedde med dem, men de som gick in i rummet några minuter senare är överens om hur de båda hade dött. Braun hade bitit sönder sin giftampull, hon dog nästan direkt och slog sönder en vas under dödsryckningarna. Hitler lade en giftampull mellan tänderna och sköt sig i samma sekund som han bet sönder den. Vittnenas något luddiga historier gjorde att förhörsledarna fick pressa dem ännu hårdare. Men bilden av hur allt gick till var ändå ganska klar. Sedan förklarade vittnena hur de lindade in Hitler och hans fru i lakan och slängde dem i en grop några meter utanför bunkern och sedan hällde på bensin. Det visade sig vara svårt att tända tändstickor men de lyckades till slut få eld på en pappersbit som de slängde ner. En timme senare begravdes kropparna på samma ställe som de bränts. När fångarna pekade ut var de brända kropparna hade legat grävdes området upp igen. Då hittade Operation myt det viktigaste av nya bevis, fyra delar av ett manskranium. Den största biten hade ett skotthål i sig. Det stämde med obduktionsprotokollet, där det stod att en del av Hitlers kranium saknades. Delarna sattes ihop och fotograferades. För Stalins räkning sammanställde utredarna ett fotoalbum av de fynd de gjort i Berlin. Förutom på kraniet innehöll det fotografin från bunkern och på Hitlers soffa.

## Efter operationen
Stalin fick aldrig se följderna av Operation myt. I och med att det redan var bevisat att Hitler var död kunde inte Berija utnyttja detta mot Abakumov. Båda två överlevde Stalin men inte mer. Berija arkebuserades 1953 på order av Nikita Chrusjtjov och Abakumov avrättades 15 månader senare. De fyra huvudvittnena dömdes till 25 års fängelse för krigsförbrytelser. Alla fyra återvände hem i mitten av 50-talet. I Magdeburg låg Hitlers och Eva Brauns kroppar kvar orörda, ända till 1970 när Jurij Andropov var chef för KGB. Senare kremerades kropparna.